# Njurvinda
Njurvinda (Dichondra micrantha) är en vindeväxtart som beskrevs av Urban. Enligt Catalogue of Life ingår Njurvinda i släktet njurvindor och familjen vindeväxter, men enligt Dyntaxa är tillhörigheten istället släktet njurvindor och familjen vindeväxter. Arten förekommer tillfälligt i Sverige, men reproducerar sig inte. Inga underarter finns listade i Catalogue of Life.

## Bildgalleri

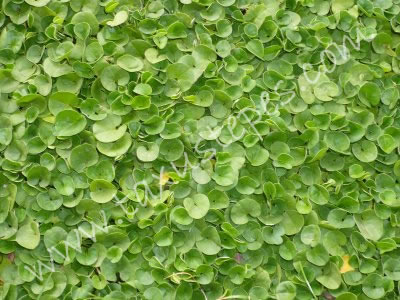